# Sam (película)
Sam es una película estadounidense de comedia, fantasía y romance de 2015, dirigida por Nicholas Brooks, que a su vez la escribió junto a John A. Gallagher, musicalizada por Martin Koch, en la fotografía estuvo Calen Cooper y los protagonistas son Natalie Knepp, Sean Kleier, Brock Harris y Morgan Fairchild, entre otros. Este largometraje fue producido por Sitting Cat Productions y Sam the Movie; se estrenó el 21 de abril de 2015.

## Sinopsis
Trata acerca de un hombre dominante de Nueva York que se convierte mágicamente en una chica atractiva, se enamora y comprende lo que es ser mujer.